# Попов Сергій Юрійович
Сергій Юрійович Попов (нар. 1977) — український журналіст, ведучий, редактор, член НСЖУ, співорганізатор проекту Забіг Миру (січень-травень 2015 р.) — найдовшої бігової естафети країнами Європи (14 країн, 8725 км), мета якої — популяризація України у світі.

## Життєпис
З 2000 по 2005 рік навчався в Національному педагогічному університеті імені М. П. Драгоманова, здобув ступінь магістра політології.
Працював:
- кореспондентом, ведучим економічних новин, випусковим редактором програми «Вікна-новини» (СТБ, 1998—2010)[1],
- директором департаменту інформаційного мовлення ТРК «Україна» (2010[2][3]),
- шеф-редактором ТСН (1+1, 2010—?)[4]
- директор департаменту інформаційного мовлення 1+1 медіа[5],
- викладачем Вищої Школи Media & Production[5].

У 2009 році здобув телевізійну премію «Телетріумф», як найкращий ведучий інформаційної програми.